# 屈泰清
屈泰清，浙江平湖人，是一名清朝政治人物。
屈泰清曾于1899年接替夏书绅任娄县知县一职，1905年由黎耀森接任。